# Fidelio

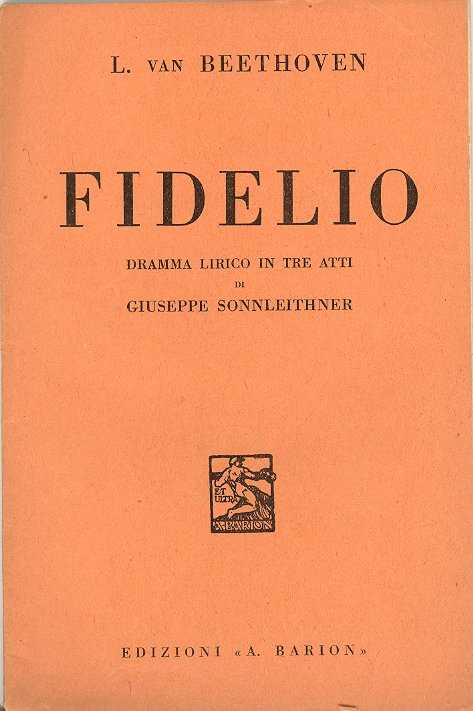

Fidelio, Op.72 (tên cũ là Leonore, oder Der Triumph der Liebe ehelichen, tiếng Việt là Leonore, hay chiến thắng của tình yêu và sự kết hôn) là vở opera nổi tiếng và duy nhất của nhà soạn nhạc thiên tài người Đức Ludwig van Beethoven. Tác phẩm được viết lời bởi Joseph Sonnleithner. Lời của tác phẩm này xuất phát từ Jean-Nicolas Bouilly, người viết lời cho vở opera Léonore, ou L'amour conjugal được sáng tác vào năm 1798 (lời này được sử dụng bởi Pierre Gaveaux). (Lời của vở opera đó cũng được sử dụng trong vở opera Leonora của Ferdinando Paer). Vở opera Fidelio là tác phẩm khiến Beethoven tốn nhiều công sức nhất. Ông sáng tác bản tiếng Ý vào năm 1804 và bản tiếng Đức mà chúng ta biết tới nhiều hơn được viết vào năm 1814. Beethoven không hề có ý định sáng tác opera, nhưng vì quá bực mình vì sự không chung thủy trong vở Così fan tutte của Wolfgang Amadeus Mozart, lại có lòng nhiệt thành với Cách mạng Pháp nên đã viết tác phẩm này. Fidelio được gọi là "Người con gái của cách mạng Pháp". Trong vở này, các aria và recitativo có kĩ xảo khó nhưng điểm nổi bật nhất của vở opera là vai trò của dàn nhạc. Có thể nói Beethoven đã giao hưởng hóa opera trong tác phẩm này (sau được Richard Wagner nối tiếp và đưa tới đỉnh cao). Âm nhạc của Fidelio gần gũi với phong cách của Christoph Willibald Gluck và George Frideric Handel - con người mà Beethoven kính trọng - nhưng có chất lãng mạn rất cao. Với Fidelio, Beethoven đã đưa nghệ thuật singspiel (tiếng Đức: hát và diễn) lên đến đỉnh cao và mở đường opera lãng mạn Đức thế kỷ XIX. 

## Âm thanh
| Vở opera Fidelio, aria Komm' o Hoffnung |  |
|                                         |  |
|                                         |  |